# 恆星分子
恆星分子（Stellar molecules）是存在恆星內或周圍形成，並在恆星內或環繞在周圍的分子。這種結構可以在溫度很低，可以讓分子形成，否則這顆恆星的物質就被限制為只有原子（化學元素）形成氣體，或非常高溫的電漿。

## 背景
物質由原子（由質子和其他次原子粒子）組成。當環境適當時，原子可以結合在一起成為分子，這促成了研究許多材料的材料科學。但是某些環境，如高溫，不允許原子結合成分子。恆星有很高的溫度，特別是在其內部，因此只有少數分子能在恆星內形成。由於這個原因，一位化學家（研究原子與分子的人）不太需要研究恆星，反而是物理學家需要對恆星有更好的認識。然而，分子在恆星的低豐度並不等於沒有分子，從上世紀90年代發表的許多科學論文，顯示恆星中有分子存在的證據。

## 研究和證據
雖然太陽是一顆恆星，它的光球只有約6,000k的低溫，因此分子可以形成。依據羅德·霍夫曼所說，恆星噴發物有豐富的分子。在1995年，L. Wallace和其他人在科學發表了一篇文章，顯示在出太陽有水的證據；在2013年，S. Xu、M. Jura、D. Koster、B. Klein、和B. Zuckerman在天文物理期刊給了白矮星的恆星大氣有氫分子的證據。
低溫恆星的光譜有著分子吸收光譜波段的特徵，類似的吸收帶也在太陽上較冷的黑子光譜中被發現。在太陽發現的分子包括MgH、CaH、FeH、CrH、NaH、OH、VO、和TiO。
在2015年3月，NASA的科學家報告，利用起始的化學品，例如在隕石中發現的嘧啶，當局在外太空環境下的實驗室，首度形成複雜的DNA和RNA等生命的有機化合物，包括尿嘧啶、胞嘧啶和胸腺。依據科學家的研究，嘧啶，像 多環芳香烴（PAHs）是在宇宙中發現最多、富含碳的化合物，可能是在紅巨星或星際塵埃和氣體雲中形成。